# Tătăranu
Tătăranu est une commune du județ de Vrancea en Roumanie.